# دنمی سوزوکی
دنمی سوزوکی (انگلیسی: Denmei Suzuki; ۱ مارس ۱۹۰۰ – ۱۳ مهٔ ۱۹۸۵) بازیگر اهل ژاپن بود.